# Woonblok Maatschappij voor Volkswoningen
Woonblok Maatschappij voor Volkswoningen is een blok woningen en winkels in Amsterdam Oud-West. De bouwstijl is eclectisch met renaissancistische en neogotische detaillering

## Oplevering
De in 1893 opgerichte Maatschappij voor Volkswoningen had een braakliggend terrein van circa 6000 m² gekocht dat ten zuiden lag van wat toen al bekend was als de Derde Hugo de Grootstraat. De maatschappij had het voornemen een serie betere arbeiderswoningen (ten opzichte van bijvoorbeeld die aan de Marnixstraat) te bouwen met kapitaal dat grotendeels afkomstig was van Jacob Nienhuys. Architect Jan van Looy werd aangetrokken voor een ontwerp en als projectmanager. Hij deelde het terrein zo in dat er 236 woningen gebouwd konden worden op het terrein Derde Hugo de Grootstraat, de verlengde Van Reigersbergenstraat, de verlengde Van Houweningenstraat en Hugo de Grootkade. Het ontwerp bestaat uit dubbele portiekwoningen met vier bouwlagen en gemeenschappelijke trappen. In juni 1894 begon de vereniging met het bouwen van het noordelijkste stukje aan de Derde Hugo de Grootstraat en de hoeken naar de Van Reigersbergenstraat en Van Houweningenstraat. Zo kwamen er twaalf panden te staan, bijna uitsluitend woningen, slechts op de hoeken werden winkels gepland. In april 1895 konden die woningen toebedeeld worden. Niet veel later werd begonnen met het tweede blok aan de Hugo de Grootkade. De hoek met de Van Reigersbergenstraat leverde een taartpunt op. Doordat ook een woning werd opgeleverd aan die Van Reigersbergenstraat ontstond hier een kleine open ruimte, men kon er later geen verbinding meer mee maken (er bleef een kleine opening, later afgesloten met een muurtje). Daarna volgden de grote bouwblokken aan de Van Houweningenstraat en de Van Reigersbergenstraat. Vanuit de laatste straat konden de bouwers via een nog onbebouwd stuk het binnenterrein op en daar werden ook door de huurders gewerkt aan bijvoorbeeld deuren. Zo sneed het mes aan twee kanten; de huurders betaalden huur van het geld dat ze (bij)verdienden in de bouw.
Als laatste werd in 1902 aanbesteed een reeks woningen, gemeenschapshuis, kantoren en badhuis in de Van Reigersbergenstraat. De woningen, gemeenschapshuis en het kantoor kwamen “in de straat” te liggen. Het badhuis kwam op het binnenterrein te liggen en zorgde voor een verdeling daarvan, er kwam een gemeenschappelijke tuin en een kinderspeelplaats. Deze laatste drie zijn uitwendig ook terug te vinden via een poort in de Van Houweningenstraat (tussen huisnummers 62 en 64 met een gevelsteen boven de poort). In mei 1903 was het totale complex af.
De woningen stonden te boek als redelijk comfortabel met goede ventilatiemogelijkheden (woningen aan de Marnixstraat moest bijvoorbeeld ruimte binnentuinen ontberen) , afzonderlijke slaapkamers en afgescheiden toiletruimte (in de woning). In het hoofdgebouw werd centrale verwarming aangelegd met tevens een wamwaterinrichting voor het badhuis. Er waren voorts vergaderzalen met garderobe, kantoor van de maatschappij met bestuurskamer, een woning voor de administrateur. In bovenzalen kwam een bibliotheek met leestafels, maar ook een ruimte waar vrouwen en meisjes ervaring konden opdoen in het verstellen en knippen van kleding. Op de bovenste etage was de grote vergaderruimte voor meer dan 200 man/vrouw. Het gebouw was voorzien van een ventilatiesysteem op de buitenlucht. Tot slot was er een zolder. Het badhuis had 18 badcellen (6 vrouwen en 12 mannen) met porseleinen badkuipen en douches, waarbij ook weer ventilatie was toegepast. In het badhuis waren voorts mogelijkheden om de was te doen en de was te laten drogen.

## Na 1903
In 1920 werd het badhuis tijdelijk gesloten. Waarschijnlijk was het geld op, want in februari 1921 paste de gemeente Amsterdam geld bij om ze weer open te krijgen. Dit werd in april/mei 1921 gevolgd door koop van het gehele complex door de gemeente. Ze kon de exploitatie met 2,96 gulden huur per week niet rond krijgen en verhoogde de duur tot 3,56 per week, hetgeen nog te laag was om de exploitatie winstgevend te krijgen. De gemeente knapte het badhuis op en opende het weer op 15 september 1921. De woningen vallen vanaf dan afhankelijk van de bestuurlijke inrichting van de stad onder diverse woningbedrijven. Het gemeenschapshuis werd vanaf de overname van het vastgoed door de gemeente in 1921 gerund door de Vereniging Ons Huis. Het zal geen toeval zijn geweest dat deze vereniging is opgericht met financiële steun van de andere oprichter van de Delimaatschappij, P.W. Janssen. Janssen deed erg veel aan liefdadigheid, en heeft bij de rijke Nienhuys, die geen erfgenamen had, waarschijnlijk erop aangedrongen om zijn kapitaal maatschappelijk te beleggen in een complex arbeiderswoningen, met een gemeenschapshuis. Het gemeentelijk Woningbedrijf heeft het complex tussen 1979 en 1982 grondig gerenoveerd. In 2005 sloot het buurthuis, dat De Reiger heette, op deze plek. Welzijnsorganisatie IJsterk heeft er sindsdien slechts een kinderopvang gevestigd, dat nog steeds De Reiger heet.
In verband met sanering van de wijk verdwijnen delen van de oorspronkelijke bebouwing en wordt nieuwbouw gepleegd op sommige nog ongebruikte terrein. Het blok van de Vereeniging Maatschappij voor Volkswoningen overleefde dat alles, kwam in handen van Ymere die het (nog eens) laten renoveren, maar het badhuis verdween of is dan al verdwenen (in 1985 stond het er nog). Omdat een groot deel van de Amsterdamse  arbeiderswoningen gesloopt zijn of worden, worden ze steeds meer een unicum, waar ze daarvoor in groten getale voorkwamen. In 2016 werd het complex uitgeroepen tot gemeentelijk monument.

## Afbeeldingen

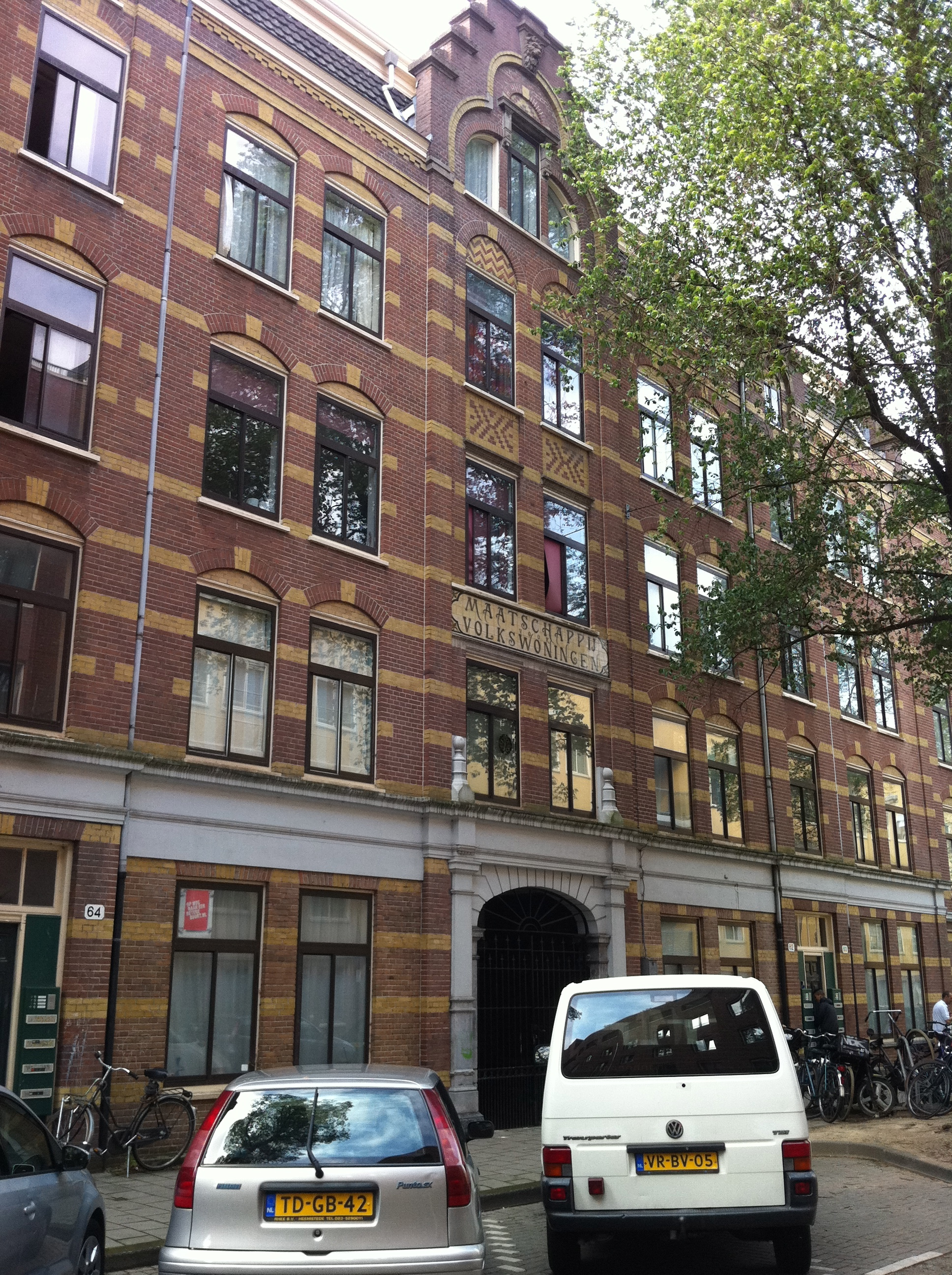
De poort in de Van Houwingenstraat (2011)
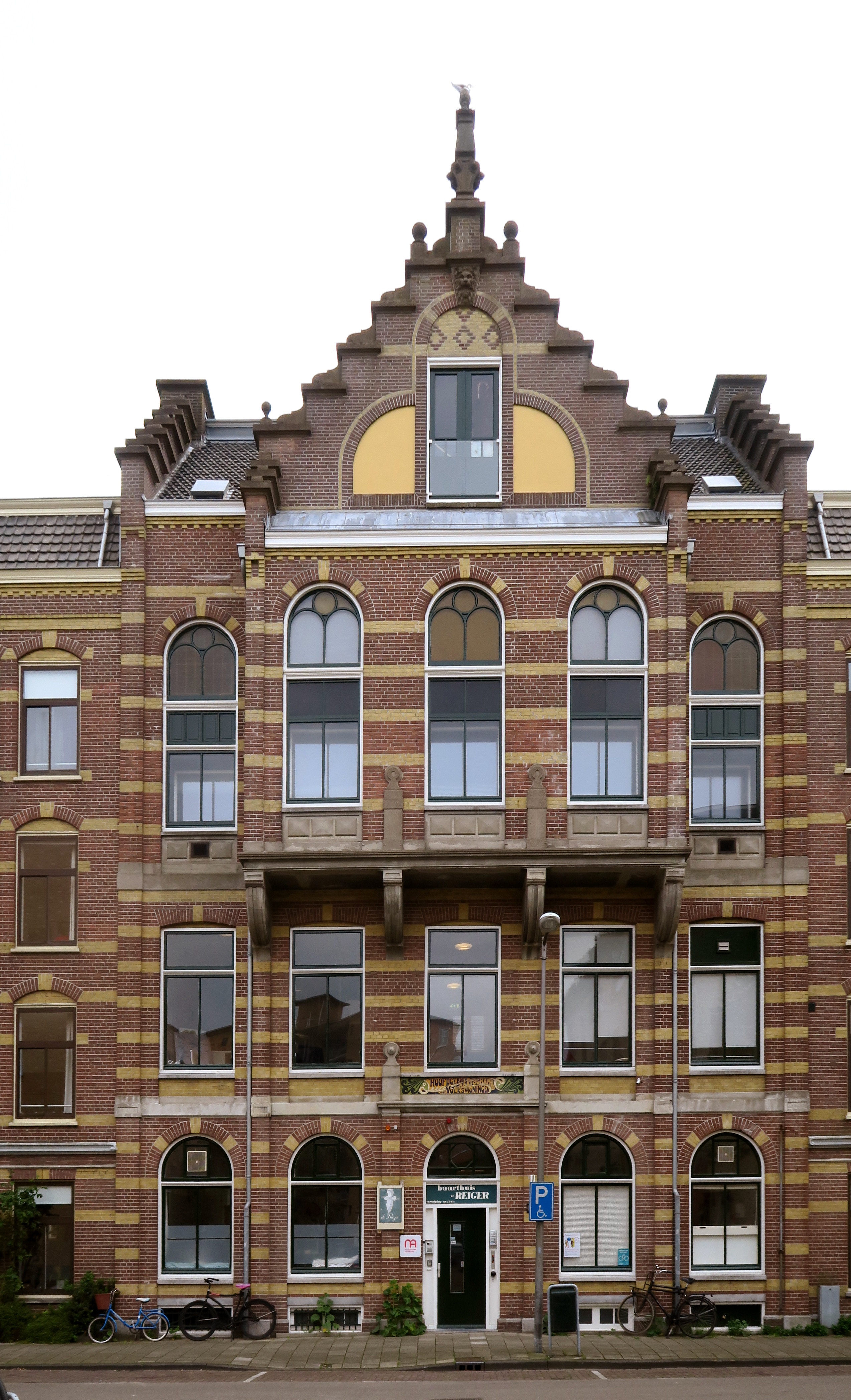
Kantoor in de Van Reigersbergenstraat (mei 2017)
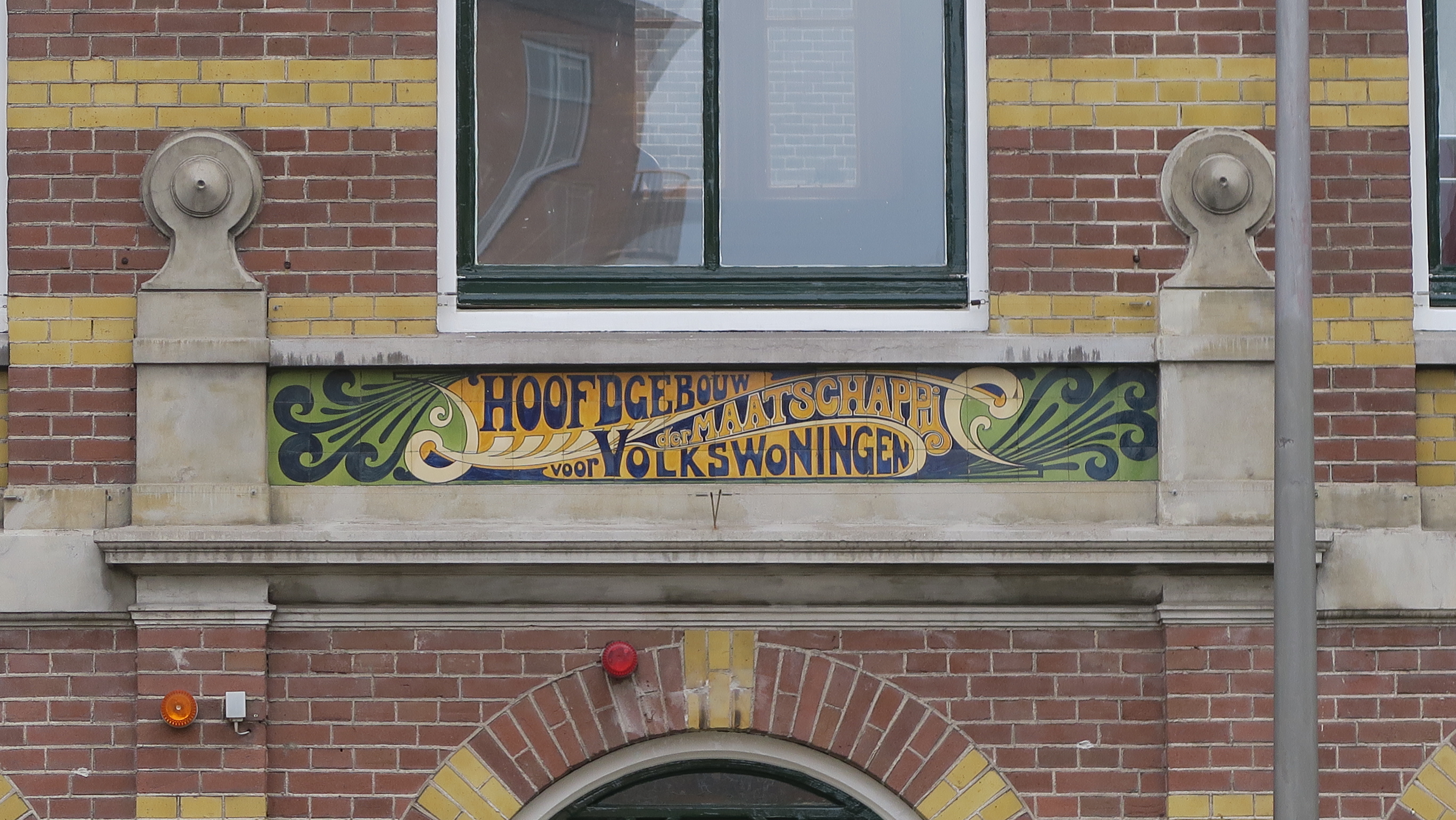
Detail van kantoor (mei 2017)